# Sujit Choudhry
Sujit Choudhry (* 1970 in Neu-Delhi, Indien) ist ein kanadischer Rechtswissenschaftler und I. Michael Heyman Professor of Law an der University of California, Berkeley. Der Schwerpunkt von Choudrys Arbeit liegt im vergleichenden Verfassungsrecht.

## Leben und Wirken
Choudhry studierte von 1992 bis 1998 an der McGill University (Bachelor of Science), der University of Oxford (Bachelor of Arts), der University of Toronto (Bachelor of Laws) und der Harvard Law School (Master of Laws, LL.M.). Nach der Referendarausbildung (Law Clerkship) am Obersten Gerichtshof von Kanada führte sein Weg ihn an Lehrstühle der University of Toronto (1999–2011, erst Assistant Professor und Associate Professor, dann Inhaber des Scholl-Lehrstuhls), der New York University (2011–2014, Cecelia Goetz-Professor) und der University of California, Berkeley, wo er bis heute lehrt. Dort war er von 2014 bis 2016 außerdem Dekan der juristischen Fakultät. Im Jahr 2016 war Choudhry Belästigungsvorwürfen seiner Assistentin ausgesetzt, die jedoch später im Rahmen eines Vergleichs mit der Universität fallen gelassen wurden.
Neben seiner akademischen Tätigkeit berät Choudhry Staaten in Verfassungsfragen. Er hat bereits Länder wie Ägypten, Jordanien, Libyen, Nepal, Südafrika, Sri Lanka, Tunesien und der Ukraine bei Verfassungsreformen begleitet. Choudhry ist außerdem Direktor und Gründungsmitglied des Centers for Constitutional Transitions, das sich ebenfalls den Übergängen von Verfassungsformen widmet. Er ist verheiratet und hat zwei Kinder.

## Ausgewählte Werke
- Constitution Making. Sujit Choudhry, Tom Ginsburg (Hrsg.). Edward Elgar, 2016. (englisch) ISBN 978-1-78347-295-6.
- The Oxford handbook of the Indian constitution. Sujit Choudhry, Madhav Khosla, Pratap Bhanu Mehta (Hrsg.). Oxford University Press, 2016 (englisch). ISBN 9780198704898
- Constitutional Design for Divided Societies: Integration or Accommodation? Sujit Choudhry (Hrsg.). Oxford University Press, 2008. (englisch) ISBN 9780199535415
- The Migration of Constitutional Ideas. Sujit Choudhry (Hrsg.). Cambridge University Press, 2006. (englisch) ISBN 9780521173476